# Ustrój polityczny Monako
Księstwo Monako jest monarchią konstytucyjną. Stan taki rozpoczął się w 1911 roku, kiedy to przyjęto konstytucję tego państwa. Na jej mocy książę zachował pozycję głowy państwa, ale szereg uprawnień przeszło w ręce innych ciał i instytucji.

## Książę
Książę jest samodzielnym władcą i głową państwa. Jak dotychczas, wszyscy książęta Monako pochodzili z dynastii Grimaldi. Od 2005 r. księciem jest Albert II

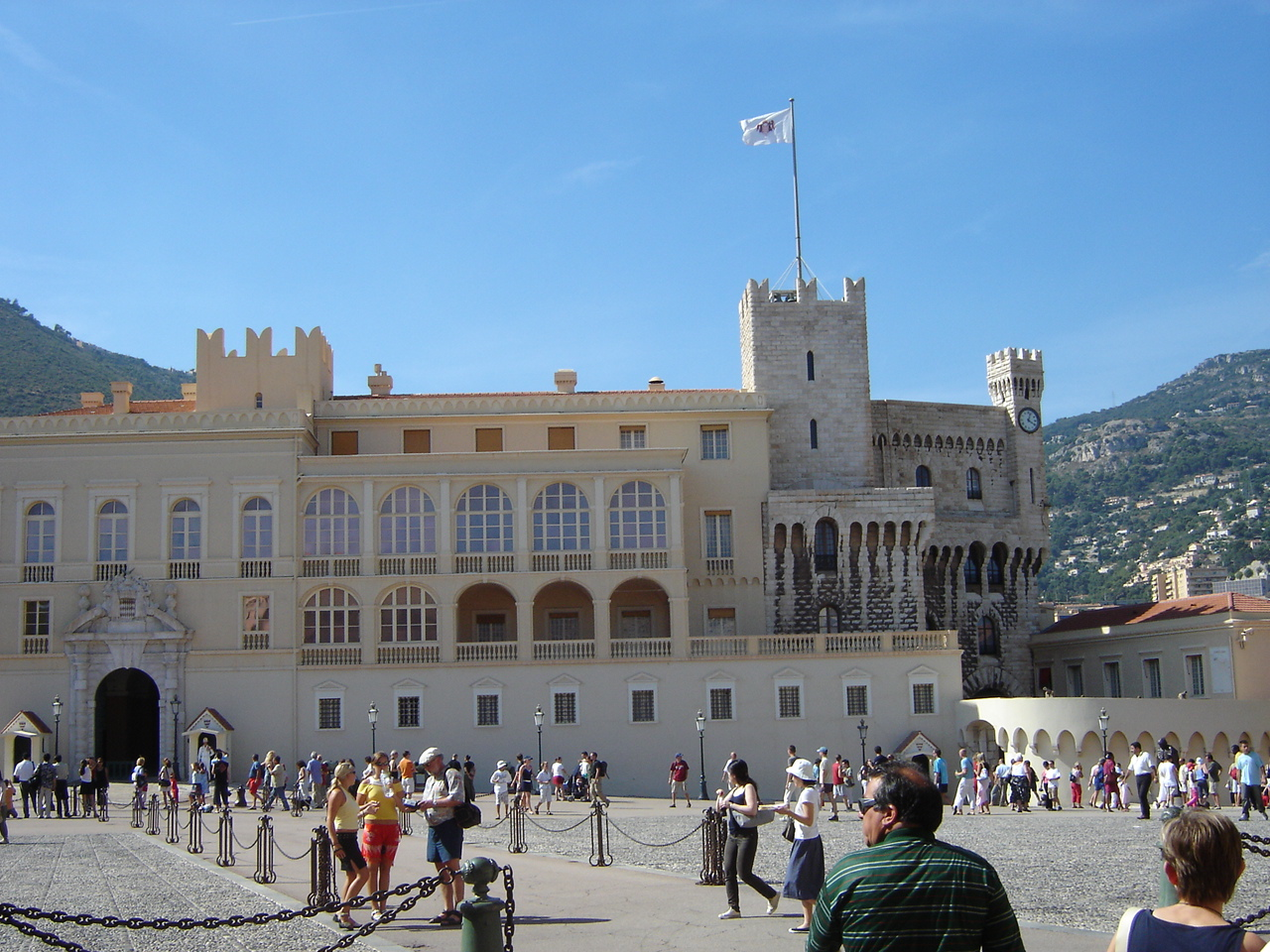
Pałac książęcy

Monako jest jednym z nielicznych państw europejskich, w których monarcha odgrywa aktywną rolę w polityce i posiada uprawnienia władcze. Książę reprezentuje państwo w kontaktach międzynarodowych, a zmiana konstytucji wymaga zatwierdzenia zarówno przez księcia, jak i Radę Narodową. Posiada także prawo łaski oraz nadaje ordery, tytuły i odznaczenia.
Władza ustawodawcza jest dzielona pomiędzy księciem i Radą Narodową. Władca wnosi projekty ustaw, a Rada przyjmuje je lub odrzuca w drodze głosowania. Władza wykonawcza spoczywa niemal całkowicie w rękach księcia − Minister Stanu i Rada Rządowa są bezpośrednio odpowiedzialni przed księciem za kierunek podejmowanych działań. Również władza sądownicza jest częściowo zależna od księcia (sądy wydają wyroki w jego imieniu).

## Rada Rządowa
Rada jest ciałem wspierającym księcia Monako w rządzeniu. Składa się z sześciu członków. Przewodniczącym Rady jest Minister Stanu, posiadający podobną pozycję jak we Francji premier, będący tak naprawdę "pierwszym pomiędzy równymi" (primus inter pares). W skład rady wchodzi także pięciu radców:
- ds. spraw wewnętrznych,
- ds. finansów i ekonomii,
- ds. wyposażenia, środowiska i planowania,
- ds. polityki społecznej i służby zdrowia,
- ds. polityki zagranicznej.

Rada obraduje nad projektami ustaw i innych aktów prawnych wnoszonych księciu przez poszczególne instytucje rządowe, osobne propozycjami legislacyjnymi księcia, dekretami ministerialnymi Ministra Stanu itp.

## Rada Narodowa
Rada Narodowa jest parlamentem Księstwa Monako. Składa się z jednej izby (unikameralizm). W jej skład wchodzi 24 członków, wybieranych w wyborach powszechnych na kadencję trwającą 5 lat. Książę może rozwiązać parlament w każdym momencie, co implikuje nowe wybory, które muszą odbyć się w przeciągu 3 miesięcy.
Rada spotyka się co najmniej dwa razy na rok, w celu głosowania nad projektem budżetu i projektami aktów prawnych wniesionymi przez rząd księcia. Ordynanse (akty wykonawcze) muszą zostać zatwierdzone przez księcia w ciągu 18 dni. W razie ich niepodpisania, jeśli w ciągu następnych 10 dni monarcha nie wyrazi swojego sprzeciwu, stają się one ogólnie obowiązujące.

### Partie polityczne
Partie polityczne w Księstwie Monako:
- Zgromadzenie dla Monako - Unia Narodowa i Demokratyczna (Union nationale et démocratique),
- Unia dla Monako (Union pour Monaco), która jest koalicją ugrupowań:
  - Unia dla Księstwa (Union pour la Principauté),
  - Narodowa Unia dla Przyszłości Monako (Union nationale pour l'Avenir de Monaco),
  - Promocja Rodziny Monakijskiej (Promotion de la famille monégasque).

## Rada Koronna
Ciało administracyjne składające się z 7 członków, zbierające się przynajmniej dwa razy do roku w celu doradzania księciu przy podejmowaniu decyzji w ważnych wewnętrznych i międzynarodowych kwestiach. Książę powołuje przewodniczącego rady i trzech innych członków, pozostała trójka wybierana jest przez monarchę spośród kandydatów wysuniętych przez Radę Narodową.
Książę musi skonsultować się z Radą Koronną przed podpisaniem umów międzynarodowych, rozwiązaniem Rady Narodowej, przyznaniem obywatelstwa i innymi ważnymi decyzjami.

## Sądownictwo
Sądy w Monako obsadzane są przez księcia. Podobnie jest z Sądem Najwyższym (Tribunal Supreme), w którym sędziów mianuje monarcha, część spośród kandydatów przedstawionych mu przez Radę Narodową.

## Państwo-miasto
Z powodu tego, iż Księstwo Monako jest jednocześnie państwem i miastem, równolegle z instytucjami państwowymi, funkcjonują instytucje miejskie, o podobnych kompetencjach i zakresie działań. Przykładem tutaj może być Rada Komunalna - ciało odpowiedzialne za administrowanie czterema dzielnicami miasta. Składa się z 15 członków, wybieranych w wyborach powszechnych na 4 lata i burmistrza, wybieranego przez tę piętnastkę. Rada zbiera się co 3 miesiące.